# Gran Premio de Macao de 1983
El Gran Premio de Macao de 1983 fue la trigésima edición de dicha competición que se disputó el 20 de noviembre en el circuito da Guia, Macao. Fue la primera edición disputada con monoplazas de Fórmula 3.
Ayrton Senna fue el vencedor de ambas carreras tras salir desde la pole. Roberto Guerrero y Gerhard Berger lo acompañaron en ambos podios.

## Participantes
| Escudería                                         | Piloto               | Chasis      | Motor      |
| ------------------------------------------------- | -------------------- | ----------- | ---------- |
| Anson Racing                                      | Tommy Byrne          | Anson SA4   | Alfa Romeo |
| Anson Racing                                      | Claudio Langes       | Anson SA4   | Alfa Romeo |
| Anson Racing                                      | Cor Euser            | Anson SA4   | Toyota     |
| Anson Racing                                      | Stanley Dickens      | Anson SA4   | Toyota     |
| Autobacs Racing Team                              | Eje Elgh             | Hayashi 322 | Toyota     |
| Autobacs Racing Team                              | Tiff Needell         | Ralt RT3    | Toyota     |
| David Price Racing                                | David Hunt           | Ralt RT3    | Volkswagen |
| David Price Racing                                | Jean-Louis Schlesser | Ralt RT3    | Volkswagen |
| Eddie Jordan Racing                               | Allen Berg           | Ralt RT3    | Toyota     |
| Eddie Jordan Racing with Marlboro Theodore Racing | Martin Brundle       | Ralt RT3    | Toyota     |
| Eddie Jordan Racing with Marlboro Theodore Racing | Roberto Guerrero     | Ralt RT3    | Toyota     |
| Elf by Volkswagen                                 | Cathy Muller         | Ralt RT3    | Volkswagen |
| Equipe 66                                         | Vern Schuppan        | Ralt RT3    | Toyota     |
| Flying Tigers Racing                              | Bob Earle            | Ralt RT3    | Toyota     |
| Flying Tigers Racing                              | Price Cobb           | Ralt RT3    | Toyota     |
| Jo Zeller Racing                                  | Jo Zeller            | Ralt RT3    | Toyota     |
| Leo Andersson Racing                              | Leo Andersson        | Ralt RT3    | Toyota     |
| Lep Racing                                        | Gary Gibson          | Ralt RT3    | Toyota     |
| Luciano Pavesi                                    | Pierluigi Martini    | Ralt RT3    | Alfa Romeo |
| MC Motorsport                                     | Kris Nissen          | Ralt RT3    | Toyota     |
| Murray Taylor Racing                              | Mario Hytten         | Ralt RT3    | Toyota     |
| Murray Taylor Racing                              | Davy Jones           | Ralt RT3    | Volkswagen |
| Trivellato Racing                                 | Gerhard Berger       | Ralt RT3    | Alfa Romeo |
| Volkswagen Motorsport                             | Franz Konrad         | Anson SA4   | Volkswagen |
| West Surrey Racing with Marlboro Theodore Racing  | Ayrton Senna         | Ralt RT3    | Toyota     |
| Fuente:                                           |                      |             |            |

## Resultados

### Clasificación
| Pos. | Piloto               | Escudería                                         | Tiempo  | Diferencia | Parrilla |
| ---- | -------------------- | ------------------------------------------------- | ------- | ---------- | -------- |
| 1    | Ayrton Senna         | West Surrey Racing with Marlboro Theodore Racing  | 2:22.02 | —          | 1        |
| 2    | Roberto Guerrero     | Eddie Jordan Racing with Marlboro Theodore Racing | 2:22.18 | +0.16      | 2        |
| 3    | Martin Brundle       | Eddie Jordan Racing with Marlboro Theodore Racing | 2:22.26 | +0.24      | 3        |
| 4    | Pierluigi Martini    | Luciano Pavesi                                    | 2:23.03 | +1.01      | 4        |
| 5    | Gerhard Berger       | Trivellato Racing                                 | 2:23.85 | +1.83      | 5        |
| 6    | Eje Elgh             | Autobacs Racing Team                              | 2:23.97 | +1.95      | 6        |
| 7    | Davy Jones           | Murray Taylor Racing                              | 2:24.24 | +2.22      | 7        |
| 8    | Jean-Louis Schlesser | David Price Racing                                | 2:24.42 | +2.40      | 8        |
| 9    | Tommy Byrne          | Anson Racing                                      | 2:24.48 | +2.46      | 9        |
| 10   | Allen Berg           | Eddie Jordan Racing                               | 2:24.52 | +2.50      | 10       |
| 11   | Claudio Langes       | Anson Racing                                      | 2:25.01 | +2.99      | 11       |
| 12   | Bob Earle            | Flying Tigers Racing                              | 2:25.32 | +3.20      | 12       |
| 13   | Franz Konrad         | Volkswagen Motorsport                             | 2:25.92 | +3.80      | 13       |
| 14   | Gary Gibson          | Lep Racing                                        | 2:26.04 | +4.02      | 14       |
| 15   | Price Cobb           | Flying Tigers Racing                              | 2:26.06 | +4.04      | 15       |
| 16   | Mario Hytten         | Murray Taylor Racing                              | 2:26.24 | +4.22      | 16       |
| 17   | Tiff Needell         | Autobacs Racing Team                              | 2:26.25 | +4.32      | 17       |
| 18   | David Hunt           | David Price Racing                                | 2:26.53 | +4.51      | 18       |
| 19   | Kris Nissen          | MC Motorsport                                     | 2:26.63 | +4.61      | 19       |
| 20   | Cathy Muller         | Elf by Volkswagen                                 | 2:26.78 | +4.76      | 20       |
| 21   | Vern Schuppan        | Equipe 66                                         | 2:27.63 | +5.61      | 21       |
| 22   | Jo Zeller            | Jo Zeller Racing                                  | 2:27.76 | +5.74      | 22       |
| 23   | Stanley Dickens      | Anson Racing                                      | 2:27.85 | +5.83      | 23       |
| 24   | Cor Euser            | Anson Racing                                      | 2:29.94 | +7.92      | 24       |
| 25   | Leo Andersson        | Leo Andersson Racing                              | 2:32.35 | +10.33     | 25       |

Fuente: FormelF3Guide.com.

### Carrera 1
| Pos. | Piloto               | Escudería                                         | Vueltas | Tiempo/Retirado | Parrilla |
| ---- | -------------------- | ------------------------------------------------- | ------- | --------------- | -------- |
| 1    | Ayrton Senna         | West Surrey Racing with Marlboro Theodore Racing  | 15      | 35:44.65        | 1        |
| 2    | Roberto Guerrero     | Eddie Jordan Racing with Marlboro Theodore Racing | 15      | +6.00           | 2        |
| 3    | Gerhard Berger       | Trivellato Racing                                 | 15      | +20.83          | 5        |
| 4    | Davy Jones           | Murray Taylor Racing                              | 15      | +24.00          | 7        |
| 5    | Tommy Byrne          | Anson Racing                                      | 15      | +30.58          | 9        |
| 6    | Eje Elgh             | Autobacs Racing Team                              | 15      | +39.53          | 6        |
| 7    | Allen Berg           | Eddie Jordan Racing                               | 15      | +1:06.10        | 10       |
| 8    | Mario Hytten         | Murray Taylor Racing                              | 15      | +1:06.70        | 16       |
| 9    | Bob Earle            | Flying Tigers Racing                              | 15      | +1:07.13        | 12       |
| 10   | Jean-Louis Schlesser | David Price Racing                                | 15      | +1:07.13        | 8        |
| 11   | Kris Nissen          | MC Motorsport                                     | 15      | +1:16.30        | 19       |
| 12   | Cathy Muller         | Elf by Volkswagen                                 | 15      | +1:30.78        | 20       |
| 13   | David Hunt           | David Price Racing                                | 15      | +1:35.38        | 18       |
| 14   | Jo Zeller            | Jo Zeller Racing                                  | 15      | +1:36.03        | 22       |
| 15   | Tiff Needell         | Autobacs Racing Team                              | 15      | +1:36.26        | 17       |
| 16   | Price Cobb           | Flying Tigers Racing                              | 15      | +1:49.79        | 15       |
| 17   | Vern Schuppan        | Equipe 66                                         | 15      | +1:54.07        | 21       |
| 18   | Martin Brundle       | Eddie Jordan Racing with Marlboro Theodore Racing | 15      | +2:00.81        | 3        |
| 19   | Stanley Dickens      | Anson Racing                                      | 15      | +2:06.22        | 23       |
| 20   | Franz Konrad         | Volkswagen Motorsport                             | 15      | +2:11.46        | 13       |
| Ret  | Pierluigi Martini    | Luciano Pavesi                                    | 2       | Retirado        | 4        |
| Ret  | Gary Gibson          | Lep Racing                                        | 1       | Retirado        | 14       |
| DNS  | Claudio Langes       | Anson Racing                                      | 0       | No salió        | 11       |
| DNS  | Cor Euser            | Anson Racing                                      | 0       | No salió        | 24       |
| DNS  | Leo Andersson        | Leo Andersson Racing                              | 0       | No salió        | 25       |

Fuente: FormelF3Guide.com.

### Carrera 2
| Pos. | Piloto               | Escudería                                         | Vueltas | Tiempo/Retirado | Parrilla |
| ---- | -------------------- | ------------------------------------------------- | ------- | --------------- | -------- |
| 1    | Ayrton Senna         | West Surrey Racing with Marlboro Theodore Racing  | 15      | 35:50.31        | 1        |
| 2    | Roberto Guerrero     | Eddie Jordan Racing with Marlboro Theodore Racing | 15      | +1.22           | 2        |
| 3    | Gerhard Berger       | Trivellato Racing                                 | 15      | +16.85          | 3        |
| 4    | Martin Brundle       | Eddie Jordan Racing with Marlboro Theodore Racing | 15      | +18.89          | 18       |
| 5    | Eje Elgh             | Autobacs Racing Team                              | 15      | +34.85          | 6        |
| 6    | Allen Berg           | Eddie Jordan Racing                               | 15      | +35.11          | 7        |
| 7    | Jean-Louis Schlesser | David Price Racing                                | 15      | +38.01          | 10       |
| 8    | Kris Nissen          | MC Motorsport                                     | 15      | +50.86          | 11       |
| 9    | Mario Hytten         | Murray Taylor Racing                              | 15      | +52.15          | 8        |
| 10   | Bob Earle            | Flying Tigers Racing                              | 15      | +52.62          | 9        |
| 11   | Price Cobb           | Flying Tigers Racing                              | 15      | +1:18.39        | 16       |
| 12   | Cathy Muller         | Elf by Volkswagen                                 | 15      | +1:20.45        | 12       |
| 13   | Tiff Needell         | Autobacs Racing Team                              | 15      | +1:27.37        | 15       |
| 14   | Jo Zeller            | Jo Zeller Racing                                  | 15      | +1:27.40        | 14       |
| 15   | Stanley Dickens      | Anson Racing                                      | 15      | +1:49.24        | 19       |
| Ret  | Vern Schuppan        | Equipe 66                                         | 12      | Retirado        | 17       |
| Ret  | Davy Jones           | Murray Taylor Racing                              | 11      | Retirado        | 4        |
| Ret  | David Hunt           | David Price Racing                                | 8       | Retirado        | 13       |
| Ret  | Tommy Byrne          | Anson Racing                                      | 7       | Retirado        | 5        |
| Ret  | Franz Konrad         | Volkswagen Motorsport                             | 3       | Retirado        | 20       |
| DNS  | Pierluigi Martini    | Luciano Pavesi                                    | 0       | No salió        | 21       |
| DNS  | Gary Gibson          | Lep Racing                                        | 0       | No salió        | 22       |
| DNS  | Claudio Langes       | Anson Racing                                      | 0       | No salió        | 23       |
| DNS  | Cor Euser            | Anson Racing                                      | 0       | No salió        | 24       |
| DNS  | Leo Andersson        | Leo Andersson Racing                              | 0       | No salió        | 25       |

Fuente: FormelF3Guide.com.